# Matilda Jungstedt
Matilda Emilia Charlotta Jungstedt-Reuterswärd, född 13 oktober 1864 i Norrköping, död 21 november 1923 i Stockholm, var en svensk operasångare (mezzosopran).

## Biografi
Jungstedt genomgick Kungliga Musikkonservatoriet 1884–1888 och studerade sång för Julius Günther och Fritz Arlberg samt plastik för Signe Hebbe. Efter engagemang vid Kungliga Teatern där hon 1889 gjorde sin debut som Bergadrottningen i Den bergtagna 1889 fortsatte sångstudierna hos Désirée Artôt i Paris 1890–1891, senare för Raimund von Zur Mühlen i London. Efter att en säsong varit kunten till Stora teatern i Göteborg återvände hon till Kungliga Teatern där hon var engagerad 1888–1890, 1892–1906 och 1908–1910 samt gjorde gästuppträdanden i Norge, Danmark och Finland. Under perioden 1906–1908 var hon anställd vid Oscarsteatern i Stockholm.
Bland hennes roller märks Leonora, Orfeus, Carmen, Delila, Amneris i Aida, Ortrud i Lohengrin, Valkyrian, Cherubin i Figaros bröllop, Nicklaus i Hoffmanns äventyr och Boccaccio.
Jungstedt tilldelades Litteris et Artibus 1894 och invaldes som ledamot nr 544 av Kungliga Musikaliska Akademien den 24 mars 1915.

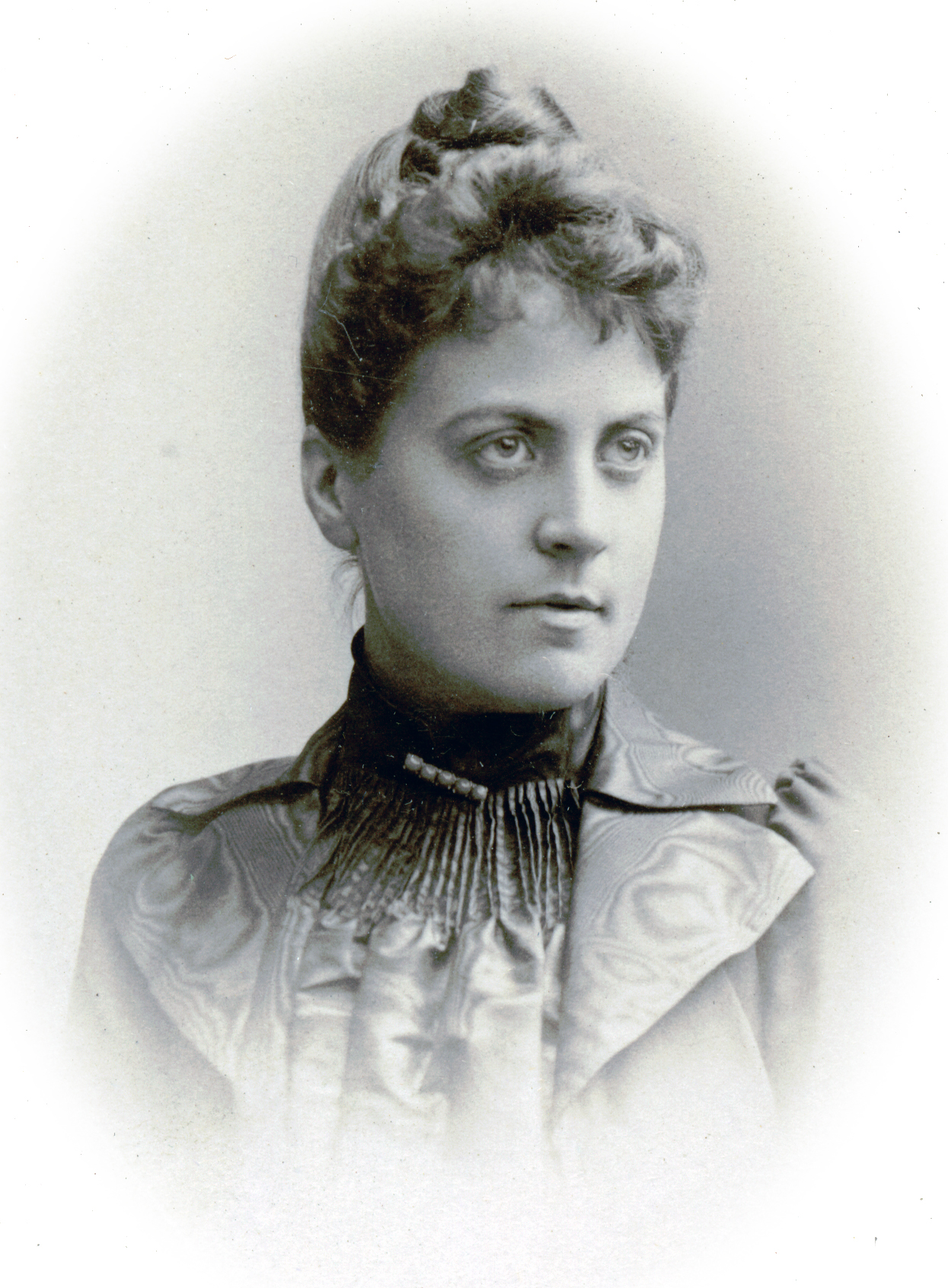
Mathilda Jungstedt, 1889

Hon var 1891–1899 gift med operasångaren och regissören Emil Linden och från 1905 med konstnären Fritz Reutersvärd. Hon var mor till konstnären Kurt Jungstedt. Hon var också mor till Clarence Jungstedt som dog blott 17 år gammal.
Matilda Jungstedt är begravd på Norra begravningsplatsen utanför Stockholm.
Matilda Jungstedts Väg i den så kallade Kärringstan i Enskede, södra Stockholm, och Mathilda Jungstedts gata i Klockaretorpet i Norrköping är uppkallade efter henne.

## Teater

### Bilder

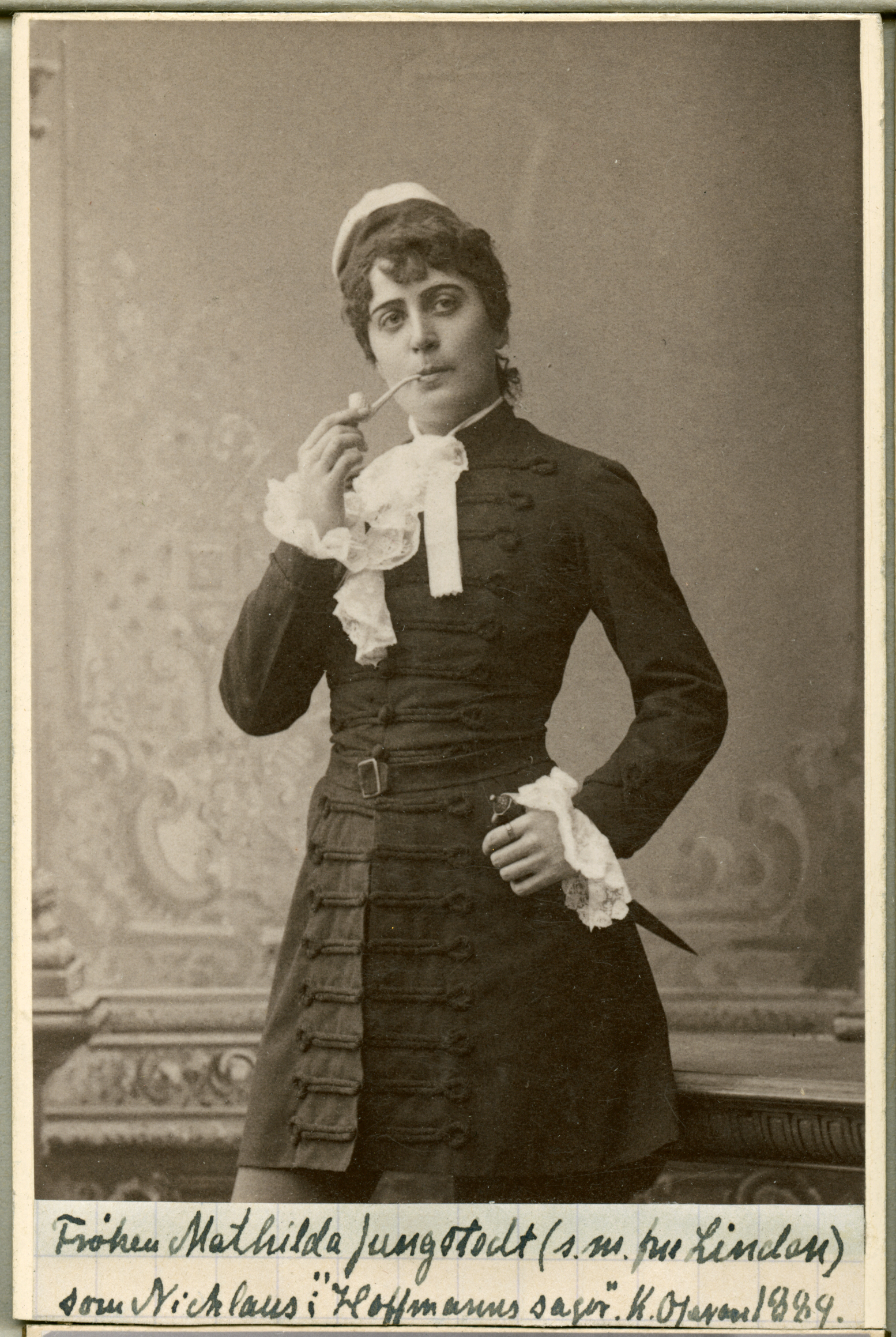
Som Nicklaus i Hoffmanns äventyr på Stockholmsoperan 1889.
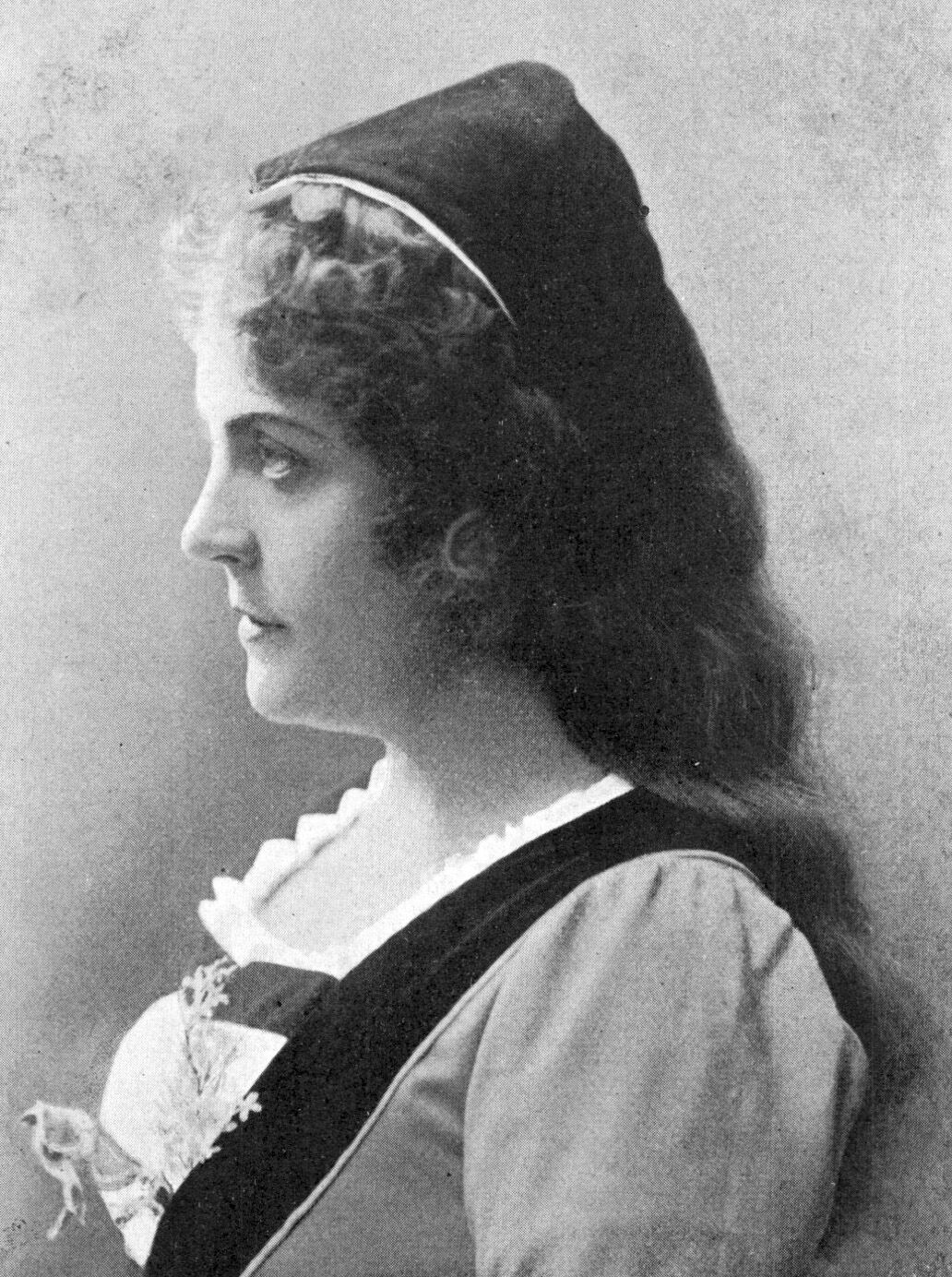
Som Ava. Foto i Varia 1901.
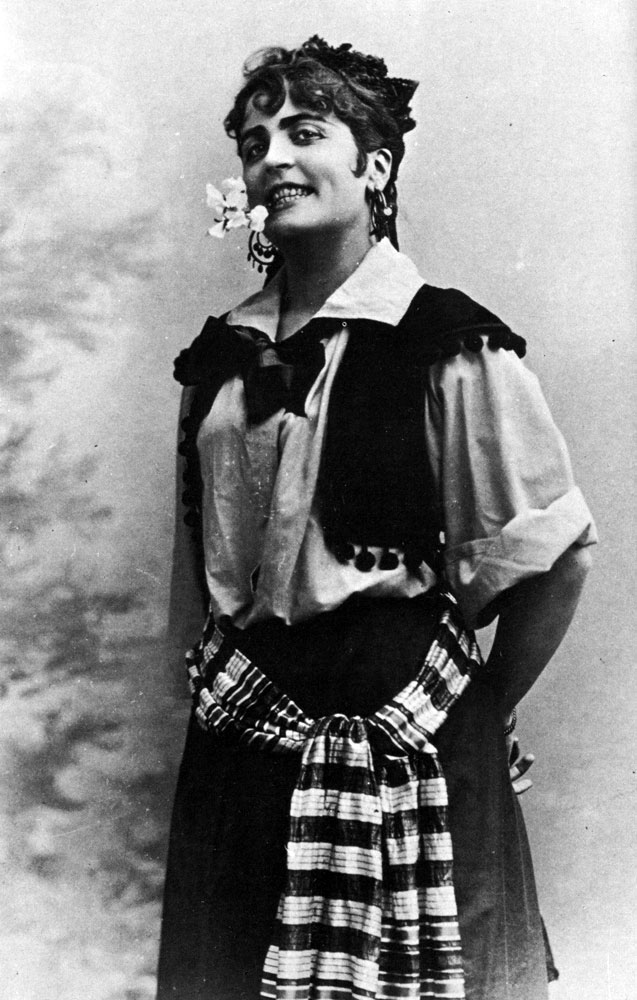
I rollen som Carmen.
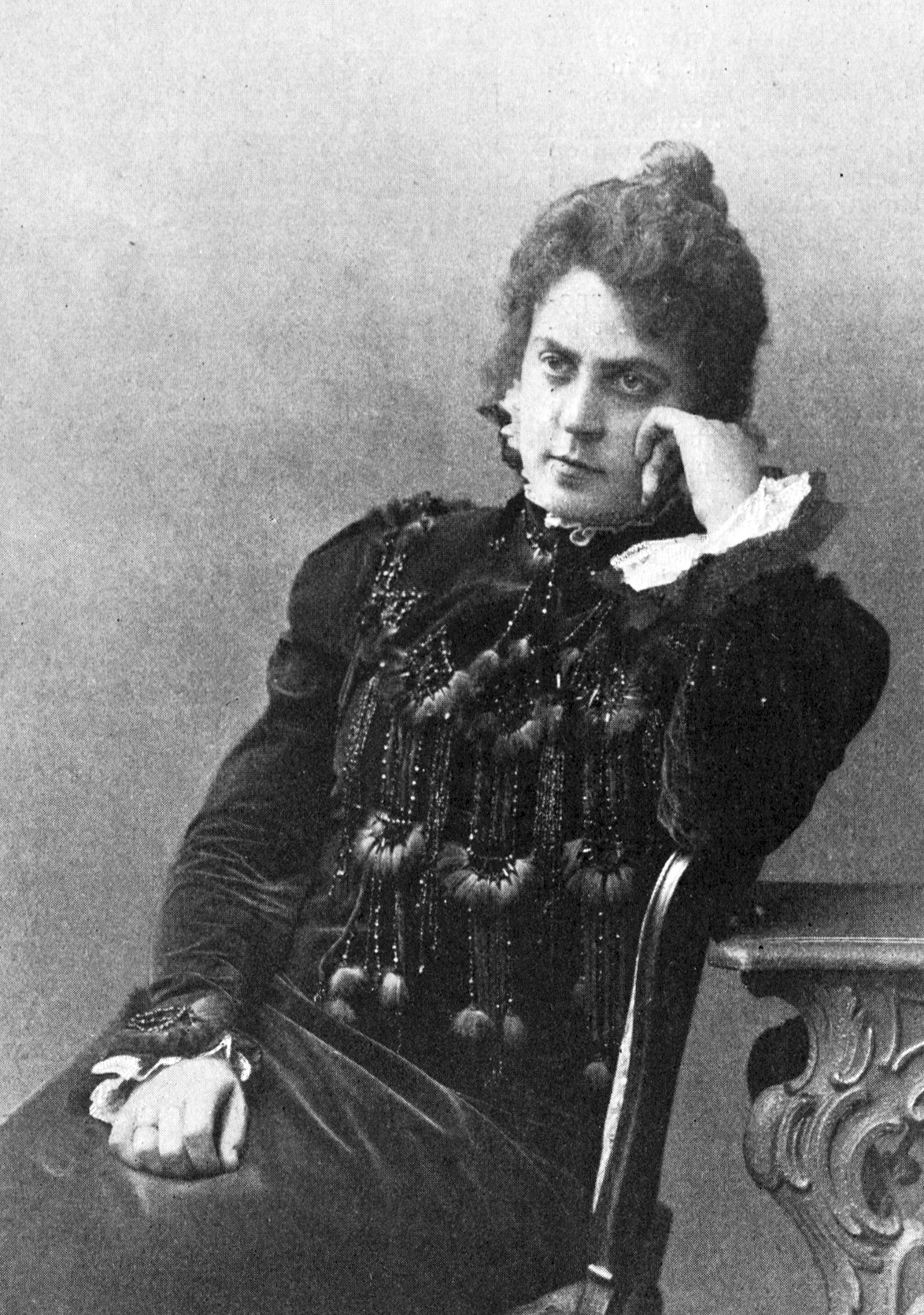
Porträtt på omslaget till Hvar 8 Dag 1901.
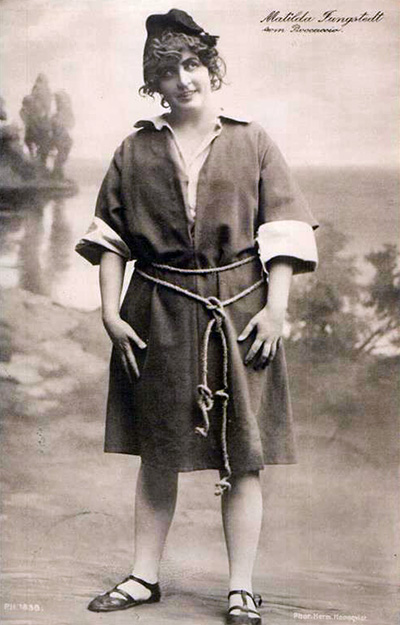
Titelrollen i Boccaccio 1906.
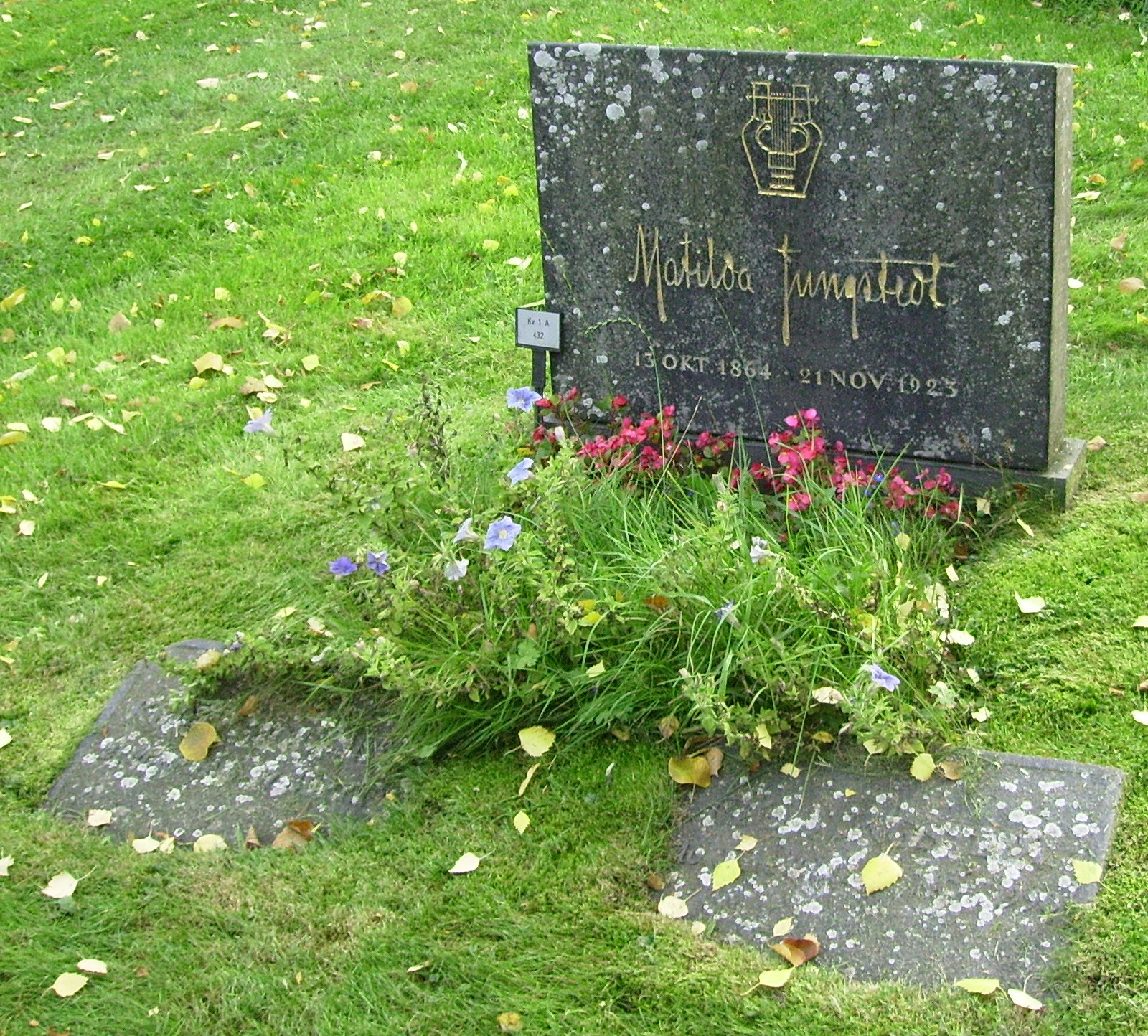
Matilda Jungstedts gravvård på Norra begravningsplatsen i Solna kommun.

### Roller (urval)
| År   | Roll            | Produktion                                                           | Regi | Teater        |
| ---- | --------------- | -------------------------------------------------------------------- | ---- | ------------- |
| 1907 | Boccaccio       | Boccaccio Franz von Suppé, Camillo Walzel och Richard Genée          |      | Oscarsteatern |
| 1908 | Prins Orloffsky | Läderlappen Johann Strauss den yngre, Karl Haffner och Richard Genée |      | Oscarsteatern |

## Diskografi
- Grammofonskivan 100 år i Sverige: en dokumentation av de första 50 åren . Albophone ACD 99115. 1999. – Innehåll: 2. Ur min famn min älskling flydde = Che farò senza Euridice. (Ur: Orfeo ed Euridice = Orfeus och Eurydike) (Gluck).